# 奥尔佳·科农
奥尔佳·科农（1989年11月11日—），生于白俄罗斯布列斯特，現為德國羽毛球运动员。曾代表白俄罗斯出席2008年北京奥运会，奥运後轉藉波蘭，再於2010年取得德國國籍。

## 生涯
科农在2004年赢得了首个国际比赛冠军，在芬兰国际羽毛球赛上夺得混双冠军。
2005年3月，奥尔佳·科农代表白俄羅斯参加荷蘭斯海尔托亨博斯举办的歐洲青年羽毛球錦標賽，与青年搭档、捷克的克里斯蒂娜·卢迪科娃，赢得了欧青赛女双季军，随后她在瑞典国际羽毛球赛上遭遇了膝伤。
伤愈后便在2007年3月重返赛场，奥尔佳·科农代表白俄羅斯参加德國薩爾蘭弗尔克林根举办的歐洲青年羽毛球錦標賽，赢得女单季军；此外，还与捷克的克里斯蒂娜·卢迪科娃夺得了欧青赛女双冠军。在之后的一年她又赢得了le volant d`or公开赛的冠军，从而获得了参加北京奥运会的资格。
2008年8月，奥尔佳·科农代表白俄羅斯参加中國北京举办的2008年北京奥运会女单比赛中，科农在首轮中击败了新加坡选手邢爱英，次轮淘汰了斯洛文尼亚的马娅·特夫尔迪，但在16强中被中国的謝杏芳所淘汰。同年9月，她出战比利時羽毛球國際賽，在女单準决赛以1比2（21-14、16-21、8-21）不敌赛会头号种子、德国名将的朱利安·申克。
2009年3月，奥尔佳·科农与麦克·罗高斯出战波蘭羽毛球國際賽，在混双决赛以2比1（23-25、21-11、21-7）击败了赛会4号种子、队友的亚当·克瓦林纳/Małgorzata Kurdelska，夺得其首个国际赛双打冠军。同年10月，她出战荷蘭羽毛球大獎賽，在女单準决赛以0比2（8-21、17-21）不敌赛会4号种子、荷兰名将的姚洁。
2010年8月，奥尔佳·科农出战碧特博格羽毛球黃金大獎賽，在女单準决赛以0比2（21-23、17-21）不敌中国的刘鑫。随后10月，她便代表德国出战荷蘭羽毛球大獎賽，在女单準决赛以1比2（15-21、21-16、18-21）不敌赛会2号种子、队友的朱利安·申克。同年11月，她出战挪威羽毛球國際賽，在女单决赛以2比0（21-17、21-7）击败了赛会3号种子、乌克兰的拉里莎·格里加，夺得其首个国际赛单打冠军。同年12月，她出战意大利羽毛球國際賽，在女单决赛以2比0（22-20、21-14）击败了西班牙的卡罗列娜·马琳，夺得本赛季第二个国际赛冠军。
2011年5月，奥尔佳·科农出战西班牙羽毛球公開賽，在女单决赛以0比2（13-21、14-21）不敌赛会7号种子、东道主的卡罗列娜·马琳，赢得亚军。同年7月，她出战白夜羽毛球賽，在女单準决赛以1比2（21-8、17-21、18-21）不敌印尼的玛丽亚·克丽斯廷·尤利安蒂。同年9月，她出战哈爾科夫羽毛球國際賽，在女单决赛以2比0（21-9、21-10）击败了赛会5号种子、苏格兰的苏珊·埃格尔斯达芙，赢得冠军。同期9月，她出战比利時羽毛球國際賽，在女单决赛以2比0（21-12、21-13）击败了赛会3号种子、乌克兰的拉里莎·格里加，赢得冠军。
2012年11月，奥尔佳·科农出战蘇格蘭羽毛球國際賽，在女单準决赛以0比2（16-21、13-21）不敌赛会5号种子、日本名将的高橋沙也加。同年12月，她出战愛爾蘭羽毛球國際賽，在女单準决赛以0比2（20-22、19-21）不敌赛会6号种子、丹麦的萊恩·杰克斯菲德。
2013年3月，奥尔佳·科农出战法國羽毛球國際賽，在女单决赛以0比2（18-21、15-21）不敌西班牙的比阿特丽斯·科拉莱斯，赢得亚军。同年5月，她出战丹麥羽毛球國際賽，在女单决赛以2比0（21-15、21-10）击败了丹麦的梅蒂·波尔森，赢得冠军。同年7月，她出战白夜羽毛球賽，在女单决赛以2比0（21-17、21-14）击败了俄罗斯的艾拉·迪尔，赢得冠军。
2014年12月，奥尔佳·科农出战愛爾蘭羽毛球公開賽，在女单準决赛以0比2（14-21、18-21）不敌赛会3号种子、丹麦的萊恩·杰克斯菲德。
2015年4月，奥尔佳·科农出战克羅地亞羽毛球國際賽，在女单準决赛以1比2（21-18、15-21、19-21）不敌赛会4号种子、俄罗斯的埃琳娜·科门德鲁夫斯卡亚。同年9月，她出战哈爾科夫羽毛球國際賽，在女单决赛以2比0（21-16、21-10）击败了泰国名将的蓬帕威·磋楚翁，赢得冠军。同期9月，她出战保加利亞羽毛球國際賽，在女单决赛以2比1（19-21、21-16、21-14）击败了赛会7号种子、乌克兰的玛丽亚·乌利蒂娜，赢得冠军。同年10月，她出战瑞士羽毛球國際賽，在女单决赛以1比2（21-16、16-21、14-21）不敌赛会3号种子、泰国名将的妮查恩·金达蓬，赢得亚军。同年12月，她出战愛爾蘭羽毛球公開賽，在女单决赛以2比0（21-17、21-16）击败了赛会7号种子、丹麦的纳塔利娅·科克·罗泽，赢得冠军。同期12月，她出战意大利羽毛球國際賽，在女单决赛以1比2（18-21、21-16、15-21）不敌赛会8号种子、丹麦的纳塔利娅·科克·罗泽，赢得亚军。
2016年1月，奥尔佳·科农出战瑞典羽毛球大師賽，在女单决赛以1比2（16-21、22-20、19-21）不敌赛会头号种子、队友的卡琳·施纳泽，赢得亚军。同年2月，她出战奧地利羽毛球公開賽，在女单决赛以0比2（20-22、15-21）不敌中国的徐蔚，赢得亚军。同年3月，她出战波蘭羽毛球公開賽，在女单準决赛以0比2（18-21、16-21）不敌法国的戴尔芬·兰萨克。
2017年3月，奥尔佳·科农与基拉素·奥斯特梅耶出战奧爾良羽毛球國際挑戰賽，在女双準决赛以0比2（17-21、15-21）不敌法国的德尔菲娜·德尔吕/莉亚·巴莱尔莫。同年12月，她与彼得·卡斯巴尔出战土耳其羽毛球國際賽，在混双决赛以2比0（21-18、22-20）击败了乌克兰的瓦列里·阿特拉什琴科夫/耶利萨芙塔·扎尔卡，赢得冠军。
2018年1月，奥尔佳·科农分别与琳达·埃弗勒以及彼得·卡斯巴尔出战愛沙尼亞羽毛球國際賽，在女双準决赛以1比2（21-8、17-21、14-21）不敌赛会头号种子、俄罗斯的埃克内琳娜·博洛托娃/艾莉娜·达夫列托娃；而混双决赛以2比0（21-14、21-12）击败了赛会2号种子、英格兰的格雷戈里·梅尔斯/珍妮·穆尔，赢得冠军。同年3月，她与彼得·卡斯巴尔出战葡萄牙羽毛球國際賽，在混双决赛以2比0（21-8、21-12）击败了中華台北的盧震/李子晴，赢得冠军。同期3月，她与彼得·卡斯巴尔出战捷克羽毛球國際賽，在混双决赛以2比0（21-10、21-11）击败了波兰的帕維爾·斯梅洛夫斯基/馬格達萊納·斯維爾琴斯卡，赢得冠军。同样3月，她与彼得·卡斯巴尔出战奧爾良羽毛球大師賽，在混双决赛以0比2（19-21、9-21）不敌丹麦强档的尼克拉斯·诺尔/萨拉·蒂格森，赢得亚军。

## 主要比賽成績
只列出曾進入準決賽的國際賽事成績：
| 年份          | 賽事                     | 公開賽級別    | 項目          | 搭檔                | 成績          |
| 代表 白俄羅斯 | 代表 白俄羅斯            | 代表 白俄羅斯 | 代表 白俄羅斯 | 代表 白俄羅斯       | 代表 白俄羅斯 |
| ------------- | ------------------------ | ------------- | ------------- | ------------------- | ------------- |
| 2005年        | 歐洲青年羽毛球錦標賽     | 其他          | 女子雙打      | 克里斯蒂娜·卢迪科娃 | 準決賽        |
| 2007年        | 歐洲青年羽毛球錦標賽     | 其他          | 女子單打      | －                  | 準決賽        |
| 2007年        | 歐洲青年羽毛球錦標賽     | 其他          | 女子雙打      | 克里斯蒂娜·卢迪科娃 | 冠軍          |
| 2008年        | 比利時羽毛球國際賽       | 國際挑戰賽    | 女子單打      | －                  | 準決賽        |
| 代表 波蘭     |                          |               |               |                     |               |
| 2009年        | 波蘭羽毛球國際賽         | 國際系列賽    | 混合雙打      | 麦克·罗高斯         | 冠軍          |
| 2009年        | 荷蘭羽毛球大獎賽         | 大獎賽        | 女子單打      | －                  | 準決賽        |
| 2010年        | 碧特博格羽毛球黃金大獎賽 | 黃金大獎賽    | 女子單打      | －                  | 準決賽        |
| 代表 德国     |                          |               |               |                     |               |
| 2010年        | 荷蘭羽毛球大獎賽         | 大獎賽        | 女子單打      | －                  | 準決賽        |
| 2010年        | 挪威羽毛球國際賽         | 國際系列賽    | 女子單打      | －                  | 冠軍          |
| 2010年        | 意大利羽毛球國際賽       | 國際挑戰賽    | 女子單打      | －                  | 冠軍          |
| 2011年        | 西班牙羽毛球公開賽       | 國際挑戰賽    | 女子單打      | －                  | 亞軍          |
| 2011年        | 白夜羽毛球賽             | 國際挑戰賽    | 女子單打      | －                  | 準決賽        |
| 2011年        | 哈爾科夫羽毛球國際賽     | 國際系列賽    | 女子單打      | －                  | 冠軍          |
| 2011年        | 比利時羽毛球國際賽       | 國際挑戰賽    | 女子單打      | －                  | 冠軍          |
| 2012年        | 蘇格蘭羽毛球國際賽       | 國際系列賽    | 女子單打      | －                  | 準決賽        |
| 2012年        | 愛爾蘭羽毛球國際賽       | 國際系列賽    | 女子單打      | －                  | 準決賽        |
| 2013年        | 歐洲羽毛球混合團體錦標賽 | 其他          | 混合團體      | －                  | 冠軍          |
| 2013年        | 法國羽毛球國際賽         | 國際系列賽    | 女子單打      | －                  | 亞軍          |
| 2013年        | 丹麥羽毛球國際賽         | 國際系列賽    | 女子單打      | －                  | 冠軍          |
| 2013年        | 白夜羽毛球賽             | 國際挑戰賽    | 女子單打      | －                  | 冠軍          |
| 2014年        | 歐洲女子羽毛球團體錦標賽 | 其他          | 女子團體      | －                  | 季軍          |
| 2014年        | 愛爾蘭羽毛球公開賽       | 國際挑戰賽    | 女子單打      | －                  | 準決賽        |
| 2015年        | 克羅地亞羽毛球國際賽     | 國際系列賽    | 女子單打      | －                  | 準決賽        |
| 2015年        | 哈爾科夫羽毛球國際賽     | 國際系列賽    | 女子單打      | －                  | 冠軍          |
| 2015年        | 保加利亞羽毛球國際賽     | 國際系列賽    | 女子單打      | －                  | 冠軍          |
| 2015年        | 瑞士羽毛球國際賽         | 國際系列賽    | 女子單打      | －                  | 亞軍          |
| 2015年        | 愛爾蘭羽毛球公開賽       | 國際挑戰賽    | 女子單打      | －                  | 冠軍          |
| 2015年        | 意大利羽毛球國際賽       | 國際挑戰賽    | 女子單打      | －                  | 亞軍          |
| 2016年        | 瑞典羽毛球大師賽         | 國際挑戰賽    | 女子單打      | －                  | 亞軍          |
| 2016年        | 奧地利羽毛球公開賽       | 國際挑戰賽    | 女子單打      | －                  | 亞軍          |
| 2016年        | 波蘭羽毛球公開賽         | 國際挑戰賽    | 女子單打      | －                  | 準決賽        |
| 2017年        | 奧爾良羽毛球國際挑戰賽   | 國際挑戰賽    | 女子雙打      | 基拉素·奥斯特梅耶   | 準決賽        |
| 2017年        | 土耳其羽毛球國際賽       | 國際系列賽    | 混合雙打      | 彼得·卡斯巴尔       | 冠軍          |
| 2018年        | 愛沙尼亞羽毛球國際賽     | 國際系列賽    | 女子雙打      | 琳达·埃弗勒         | 準決賽        |
| 2018年        | 愛沙尼亞羽毛球國際賽     | 國際系列賽    | 混合雙打      | 彼得·卡斯巴尔       | 冠軍          |
| 2018年        | 歐洲羽毛球女子團體錦標賽 | 其他          | 女子團體      | －                  | 亞軍          |
| 2018年        | 葡萄牙羽毛球國際賽       | 國際系列賽    | 混合雙打      | 彼得·卡斯巴尔       | 冠軍          |
| 2018年        | 捷克羽毛球國際賽         | 國際系列賽    | 混合雙打      | 彼得·卡斯巴尔       | 冠軍          |
| 2018年        | 奧爾良羽毛球大師賽       | 超級100賽     | 混合雙打      | 彼得·卡斯巴尔       | 亞軍          |

| 2007-2017年 | 首要超級賽 | 超級賽 | 黃金大獎賽 | 大獎賽 | 國際挑戰賽 | 國際系列賽 | 未來系列賽 | 其他 |

| 2018-2026年 | 總決賽 | 超級1000賽 | 超級750賽 | 超級500賽 | 超級300賽 | 超級100賽 | 國際挑戰賽 | 國際系列賽 | 未來系列賽 | 其他 |

### 奧運會和世錦賽參賽紀錄
|          | 搭檔          | 2008     | 2009        | 2010 | 2011 | 2012 | 2013        | 2014 | 2015 | 2016 | 2017 | 2018 |
| 代表國家 |               | 白俄羅斯 | 波蘭        | 波蘭 | 德国 | 德国 | 德国        | 德国 | 德国 | 德国 | 德国 | 德国 |
| -------- | ------------- | -------- | ----------- | ---- | ---- | ---- | ----------- | ---- | ---- | ---- | ---- | ---- |
| 女子單打 | －            | 32強     | 64強 (退賽) | －   | 32強 | －   | 48強 (退賽) | －   | －   | －   | －   | －   |
|          |               |          |             |      |      |      |             |      |      |      |      |      |
| 混合雙打 | 彼得·卡斯巴尔 | －       | －          | －   | －   | －   | －          | －   | －   | －   | －   | 32強 |